# Mosquer faixat
El mosquer faixat (Xenotriccus callizonus) és una espècie d'ocell passeriforme de la família dels tirànids, pròpia de les zones altes del sud de Mèxic (Chiapas) i Guatemala.
El seu nom específic, callizonus, significa 'de faixa formosa'.